# Areia Larga
A Areia Larga é uma povoação situada no litoral da ilha do Pico, na transição entre a vila da Madalena e a freguesia da Criação Velha. Historicamente era um dos lugares preferidos de veraneio da melhor sociedade da ilha do Faial e da ilha do Pico, ali existindo diversos solares, propriedade das famílias ligadas ao comércio dos vinhos do Pico, particularmente do Verdelho.
Nesta localidade existe um conjunto de formações rochosas de origem vulcânica muito utilizada para banhos de mar, localiza-se próxima a um dos mais antigos porto da ilha do Pico, o Porto da Areia Larga, porto esse que servia como alternativa ao Cais da Madalena, quando o mau estado do mar a isso obrigava.   
Os produtores do vinho Verdelho criaram durante o século XVIII e o século XIX, o hábito de ali construir casas de veraneio, facto que empresta à povoação uma atmosfera muito própria.